# Punkt eutektyczny
Punkt eutektyczny — punkt na wykresie równowagowym faz, w którym krzywa likwidusu ma część wspólną (styka się) z krzywą solidusu. W przypadku chłodzenia układu dwuskładnikowego (np. stopu metali) w punkcie tym z cieczy lub z mieszaniny ciecz–ciało stałe (zależnie od stężenia składników) powstaje mieszanina trzech różnych faz (eutektyk). 
W niezmiennej temperaturze z cieczy równocześnie powstają dwa rodzaje kryształów. W przypadku, gdy ciśnienie jest stałe układ nie ma stopni swobody (zobacz: reguła faz) i na wykresie zależności temperatury od czasu (krzywa chłodzenia) pojawia się odcinek poziomy („przystanek”, plateau).

Wykres fazowy stopu dwóch składników tworzących trójfazową mieszaninę eutektyczną (punkt eutektyczny, to najniższy punkt zielonego pola). W przedstawionym przypadku eutektyk zawiera: ciecz (kolor zielony), kryształy nie rozpuszczające domieszek (składnik „niebieski”) i kryształy roztworu stałego (osnowa – sieć krystaliczna składnika „żółtego”). Wykres po prawej stronie – krzywe chłodzenia, charakterystyczne dla różnych składów stopu
Współrzędne wykresów fazowych: x – względne udziały składników („niebieskiego” i „żółtego”), y – temperatura (T)

Linia ta byłaby idealnie pozioma i prosta, gdyby chłodzony układ był stale w stanie równowagi, co może mieć miejsce tylko w przypadku nieskończenie powolnego chłodzenia. W warunkach rzeczywistych pojawiają się odchylenia od prostej, spowodowane np. przechłodzeniem. 
W przypadku układów zawierających więcej niż dwa składniki w punkcie eutektycznym występuje w równowadze więcej faz. Ich liczbę określa reguła faz.